# Танкеры проекта Р-70046

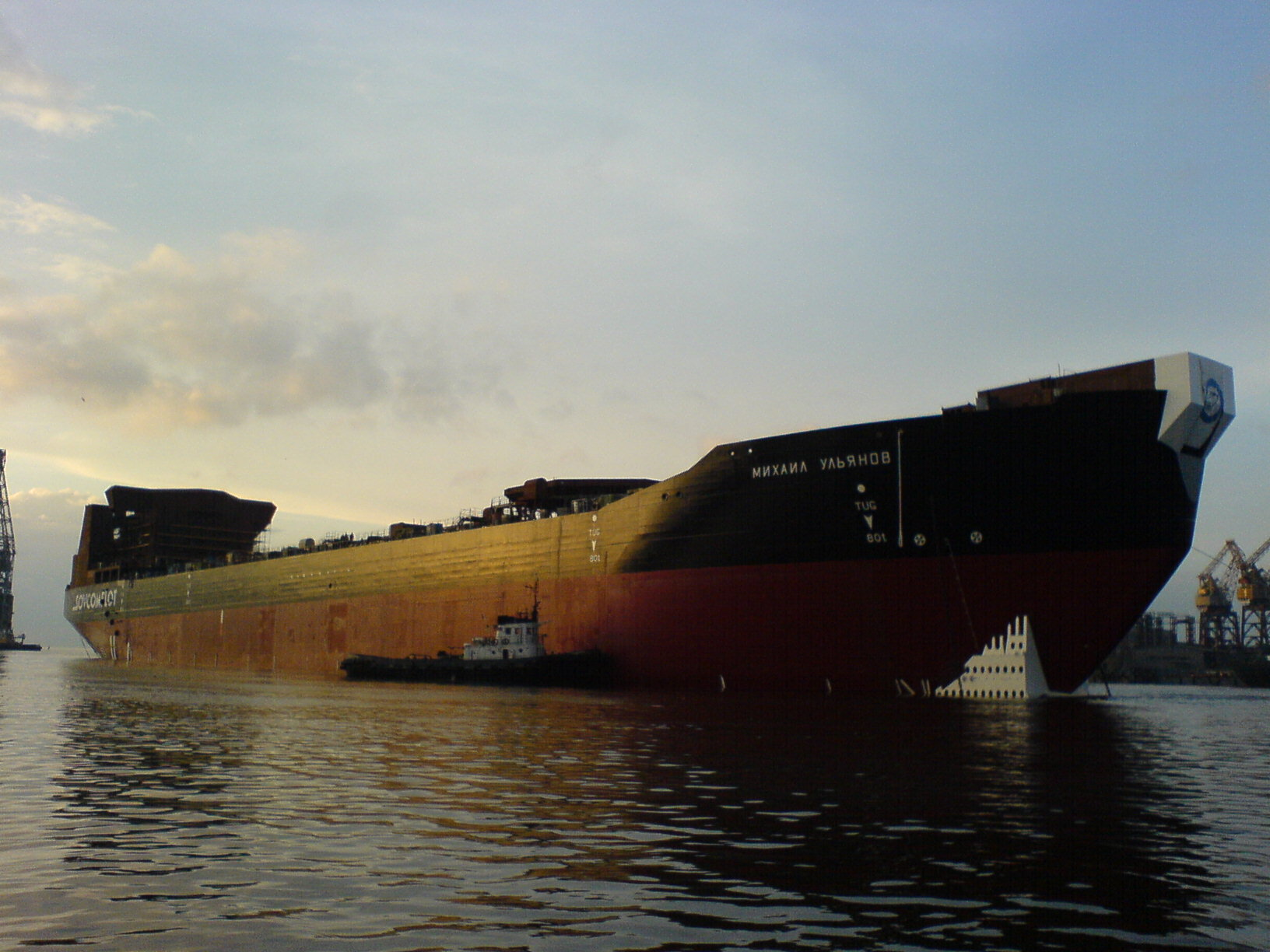
Строительство первого танкера. Спуск на воду.

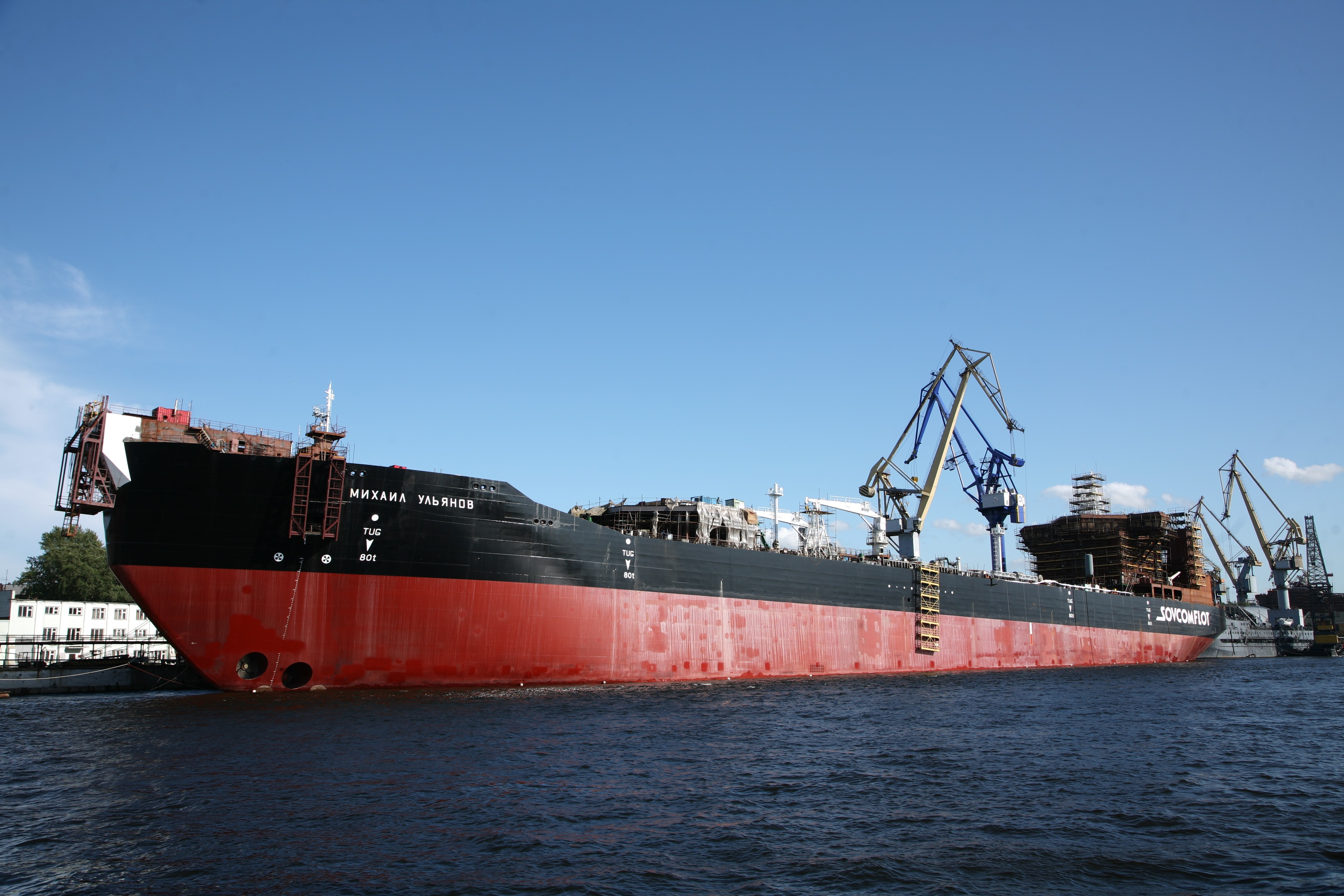
Танкер "Михаил Ульянов".

Р-70046 — серия арктических танкеров с движительной установкой азипод.
Совместный проект финской компании Aker Arctic Technology и российской Адмиралтейские верфи. Построены с использованием технологии «Танкер двойного действия». Дедвейт — 70 000 тонн.

## Характеристики
Основные характеристики:
- длина: 260 м,
- ширина: 34 м,
- осадка: 13,6 м,
- скорость:
  - в открытой воде: 16 узлов,
  - во льду толщиной 1,2 метра кормой вперед: 3 узла,
- мощность электроэнергетической установки: 25 МВт,
- двигательная установка: поворотные винто-рулевые колонки типа азипод 2x8,5 МВт,
- число мест на судне: 35.

## Представители
- Михаил Ульянов спуск 30.10.2008
- Кирилл Лавров спуск 18.12.2009